# Forsvarets Medalje for Faldne i Tjeneste
Forsvarets Medalje for Faldne i tjeneste er en dansk medalje i Forsvaret indstiftet i 2010. Medaljen erstattede den tidligere medalje for faldne og sårede i tjeneste. Medaljen kan tildeles til personer der er faldet som følge af våbenvirkning, i kamphandlinger eller ved terrorangreb. Medaljen kan tildeles militært ansatte og civile, samt både danskere og udenlandske statsborgere.
Den runde medalje er af forgyldt sølv med rigsvåbnets tre løver og ni søblade. På bagsiden er ordene "Faldet i Tjeneste" og årstal i en krans af egeløv. Medaljen er ophængt i et hvidt krydsbånd med en bred rød stribe i hver side.